# Folkets hus, Vuollerim
Folkets hus i Vuollerim är ett folkets hus i Vuollerim i Jokkmokks kommun.
Folkets hus ägs och drivs av den ekonomiska föreningen Byggnadsföreningen Folkets Hus i Vuollerim. I fastigheten finns bland annat samlingslokaler, biograf- och teaterlokal och ett fritidshem.